# Marija Bistrica
Marija Bistrica est un village et une municipalité située dans le comitat de Krapina-Zagorje, en Croatie. Au recensement de 2001, la municipalité comptait 6 612 habitants, dont 98,87 % de Croates et le village seul comptait 1 107 habitants.

## Localités
La municipalité de Marija Bistrica compte 11 localités :